# 恐怖護理站
《恐怖護理站》（英語：Sick Nurses，羅馬化：Suay Laak Sai）是一部2007年上映，由皮拉潘·洛洋（Piraphan Laoyont）和托薩波爾·西里維瓦（Thodsapol Siriwiwat）共同編劇和導演的泰国超自然砍杀电影。

## 劇情
在曼谷郊區的一家破舊醫院裡，年輕的塔醫生和七名護士正在進行一項販賣屍體的非法交易。然而，護士塔旺發現她的男友塔醫生與她的妹妹努克有染。塔旺厭倦了這個販賣屍體的騙局，並且因為妹妹和男友的背叛而憤怒，威脅要報警。
然而，在塔旺採取行動之前，塔醫生和醫院的六名護士將她綁在手術台上，殺死她，並將她用黑色塑料垃圾袋包裹起來，然後丟進醫生的車後備箱，準備將屍體冷凍保存，等待販賣。
這些護士各自都有自己的執著和弱點，塔旺的靈魂利用這些執著來折磨並最終殺死其他六名護士。影片接近尾聲時，顯示出這些執著中有許多是由塔醫生鼓勵或利用來誘惑這些護士。例如，護士Aeh對物質財產如珠寶、衣服和手袋有著不健康的執著。
最終揭示，塔旺曾經是一名同性戀男子Duangwit，為了與塔醫生結婚而進行了變性手術。她最終通過字面意義上的「重生」殺死了自己的妹妹，並在凝視塔醫生時喃喃自語「娶我」，隨後畫面變黑。

## 發行與反響
《恐怖護理站》於2007年6月14日在泰國上映，但票房和評論反應平淡，可能是因為只有50家電影院上映，且只放映了兩週。根據Box Office Mojo的數據，截至目前其總票房為335,399美元，不包括全球的DVD銷售。
《曼谷郵報》的影評人孔·瑞德迪（Kong Rithdee）批評這部電影過於剝削，並抱怨同一審查委員會早些時候禁止導演阿比查邦·韋拉斯哈古的劇情片《紀念與追思》，因為該片中對醫護人員的描寫令人反感。他寫道：「比看壞的剝削電影更令人悲哀的是那些掌權者的雙重標準。不幸的是，我們在泰國既有這樣的壞片，又有這樣的雙重標準。」
在2007年7月舉行的一次關於泰國審查制度的研討會上，製片人巴猜·平橋（Prachya Pinkaew）透露，審查委員會確實要求刪減影片中的一個場景，該場景中醫院建築上的醫療十字架掉下來砸死一個角色，因為審查員認為這對這個標誌有不好的聯想。
這部電影在2007年夏威夷國際電影節的「極限亞洲」單元放映時，獲得了《綜藝》雜誌的正面評價，稱這部電影「技術上精良的執行」。
截至2008年，這部電影已在泰國發行DVD，但沒有英文字幕，而在美國發行的DVD則有英文和西班牙文字幕，並附有可選的英文配音。
已故的巴西Boca do Lixo導演卡洛斯·賴興巴赫（Carlos Reichenbach）在他組織的最後一次電影放映會之一，即在聖保羅舉行的Sessão do Comodoro上放映了這部電影。
截至2018年，這部電影只在烏克蘭基輔以「хворих медсестер」的標題上映。

## 外部來源
- 互联网电影数据库（IMDb）上《恐怖護理站》的资料（英文）
- AllMovie上《恐怖護理站》的资料（英文）